# عبدالکریم جربزه‌دار
عبدالکریم جربزه‌دار (زادهٔ ۲۰ آذر ۱۳۳۰) نویسنده، پژوهشگر حوزه تاریخ و ادبیات ایران و مدیر انتشارات اساطیر است ؛ او متولد شهرستان بروجرد می‌باشد ؛ وی در زمینه داستان‌نویسی، شعر کهنه و نو قطعاتی داشته و یادداشت‌هایی نیز در زمینه تاریخ و فلسفه ایران دارد؛
او در آبان ماه ۱۳۹۲ هجری شمسی به عنوان خادم پیشکسوت نشر انتخاب شد.

## مقالات
- تعبیر خواب سنایی[پیوند مرده]
- کتابفروشی‌های بروجرد در دهه چهل[پیوند مرده]
- جادوی زنده ماندن
- روزها کار گل، شب‌ها کار دل
- یک روز از زندگانی گونگادین
- رودکی و نفیسی (ارائه شده در کنگره یکهزار و یکصد و پنجاهمین سال تولد رودکی -تاجیکستان،۲۱شهریور۱۳۸۷)
- جادوی جوی مولیلان (ارائه شده در همایش بین‌المللی بزرگداشت یکهزار و یکصد و پنجاهمین سالگرد ولادت پدر شعر فارسی ابوعبدالله محمد رودکی -تهران،۱دی۱۳۸۷)
- قطع کتاب در ایران (ارائه شده در کنگره تمدن اسلامی -مشهد،۲۱ تا ۲۳ شهریور۱۳۷۴)

## نمونه شعر
| من ندانستم نگارا دشمن جان بوده‌ای     |  | دشمن جان و دل و ادراک و ایمان بوده‌ای |
| گفتم ای دل آیی و ویرانه آبادان کنی   |  | آمدی جانا ولی اسباب ویران بوده‌ای     |
| گفتم آیی رنج و حرمان رخت بربندد ز دل |  | آمدی اما سراسر رنج و حرمان بوده‌ای    |
| آمدی در دل بگفتم مدتی هستی در آن     |  | غافل از اینکه صباحی چند مهمان بوده‌ای |
| عهدها بستی و گفتم جاودانه بسته‌ای     |  | جمله را بشکسته‌ای چون سست‌پیمان بوده‌ای |